# Cadillac Series 75
Der Cadillac Series 75 war ein schweres Pkw-Modell der zum US-amerikanischen General Motors gehörenden Luxus-Automarke Cadillac, das von 1936 bis 1976 unter dieser Bezeichnung angeboten wurde. Die Series 75 stellten die Spitzenmodelle der Marke dar und waren als Repräsentationsfahrzeuge und Staatskarossen gedacht.

## Vorkriegsmodelle
Im Oktober 1935 wurde das Cadillac-Modellprogramm neu geordnet und umfasste die Ausführungen Series 60 (Radstand 307 cm, 5,3-Liter-V8) als Einstiegsmodell, Series 70 und Series 75 (Radstand 333 cm (70) bzw. 350,5 cm (75), 5,7-Liter-V8, Gabelwinkel 90°), Series 80 und Series 85 (Radstand wie 70/75, aber 6,0-Liter-V12) und Series 90 als Spitzenmodell mit 7,4-Liter-V16 und einem Radstand von 391 cm.
Die Series 75 stellte also die Mitte des Modellprogramms dar und besaß neben einem im Vergleich zu den preiswerteren Modellen längerem Radstand auch den damals brandneuen Cadillac-Grauguss-V8 mit stehenden Ventilen; angeboten wurden mehrere verschiedene Limousinenmodelle mit fünf bis sieben Sitzplätzen und ein viertüriges Cabriolet, 1938 bis 1940 auch ein Coupé und ein zweitüriges Cabriolet; die Karosserien stammten von den Fisher- oder den Fleetwood-Werken. 1938/39 belief sich der Radstand der Series 75 auf 358 cm, 1940–1942 wurde er auf 345 cm reduziert. Der ursprünglich 135 PS starke V8 leistete ab 1938 140 und ab 1941 150 PS. Die Preise betrugen im Jahr 1940 2995 bis 5115 Dollar, während der preiswerteste Cadillac der Series 61 für 1695 Dollar zu haben war.
Anfang 1942 stellte Cadillac, wie die gesamte US-Autobranche, die zivile Produktion zugunsten der Herstellung von Rüstungsgütern ein.
Im Vergleich zu den Volumenmodellen Series 60 und Series 61 kam der 75 auf geringere Stückzahlen; 1935 bis 1942 wurden (inklusive Series 70) 18.047 Exemplare hergestellt.
| Modelljahr | Hubraum (cm³) | Leistung (PS) | Radstand (cm) | Preis (US-$) | Stückzahl |
| ---------- | ------------- | ------------- | ------------- | ------------ | --------- |
| 1936       | 5671          | 135           | 350,5         | 2645–4445    | 5248      |
| 1937       | 5671          | 135           | 350,5         | 2645–4545    | 4232      |
| 1938       | 5671          | 140           | 358,1         | 3075–5115    | 1911      |
| 1939       | 5671          | 140           | 358,1         | 3100–5245    | 2069      |
| 1940       | 5671          | 140           | 358,1         | 2995–5115    | 956       |
| 1941       | 5671          | 150           | 345,4         | 2995–4045    | 2104      |
| 1942       | 5671          | 150           | 345,4         | 3152–4484    | 1527      |

Im Zeitraum von 1942 bis 1946 gab es aufgrund des Zweiten Weltkrieges nur eine eingeschränkte zivile Fahrzeugproduktion.

## Nachkriegsmodelle bis 1976
Mit der Wiederaufnahme der Autoproduktion im Jahr 1946 vereinfachte Cadillac sein umfangreiches Modellangebot deutlich. Nachdem die 12- und 16-Zylinder-Wagen bereits vor dem Krieg aus dem Programm gestrichen worden waren, stellte die Series 75 von nun an die Spitzenmodelle des Hauses, die über der Series 61, Series 62 und dem 60 Special rangierten, stets über einen längeren Radstand verfügten als diese und nunmehr wieder ausschließlich als viertürige Limousinen mit 5 bis 9 Sitzplätzen mit Fleetwood-Karosserien lieferbar waren. Offiziell zählten auch die Commercial Chassis-Versionen mit ihrem meist noch längeren Radstand zur Series 75.
Die Series 75 machte zwar zumeist die stilistischen Änderungen der Ausgangsmodelle mit, hinkten technisch in manchen Jahren aber hinterher. So erhielt der 75 im Modelljahr 1965 weder den neuen Kastenrahmen noch die verbesserte Automatik der übrigen Modelle. Im Allgemeinen stand der 75 aber auf der technischen Höhe der anderen Cadillac-Wagen, besaß aber neben seinem längeren Radstand stets ein höheres Dach, das für mehr Kopfraum sorgte. Das Modellangebot schrumpfte bald (ab Modelljahr 1952) auf zwei je nach Ausführung sieben- bis neunsitzige Modelle mit bzw. ohne Trennscheibe (sowie das Commercial Chassis) zusammen.
Ab Modelljahr 1949 kam in allen Cadillac-Modellen ein neuer OHV-V8 von 5,4 Litern Hubraum und anfangs 160 SAE-PS Leistung zum Einsatz. Während die kleineren Modelle 1948 neue Karosserien erhalten hatten (an denen die Urform der Heckflossen debütierte) und die zur C-Plattform von General Motors zählten, wurde die Series 75 erst zum Modelljahr 1950 umgestellt; der Radstand wurde bei dieser Gelegenheit auf 372,75 cm gestreckt. 1952 wurde die Leistung des 5,4-Liters dank Doppel-Registervergaser auf 190 SAE-PS erhöht, 1953 auf 210, 1954 auf 230 und 1955 auf 250 SAE-PS. Mit dem Modellwechsel im Herbst 1953 wuchs der Radstand der Series 75 weiter auf 378,5 cm.
Im Jahre 1956 wurde der V8 auf 6 Liter aufgebohrt und leistete nun 285 SAE-PS, 1957 300, und 1958 310 PS. Weitere Hubraumerhöhungen folgten zum Modelljahr 1959 (6,4 Liter, 325 SAE-PS), Ende 1963 (7 Liter, 340 SAE-PS) und zum Modelljahr 1968 (7,7 Liter, 375 SAE-PS, ab 1972 223, ab 1974 208 Netto-PS). 1975/76 kam in allen Cadillac-Modellen mit Ausnahme des Seville der ursprünglich aus dem Cadillac Eldorado stammende 8,2-Liter-V8 zum Einsatz (193 PS mit Doppel-Registervergaser oder 218 PS mit Einspritzung).
Auf dem heimischen Markt konkurrierten die Series-75-Limousinen vor allem mit der Crown Imperial Limousine des Chrysler-Konzerns, die von 1955 bis 1970 ebenfalls werksseitig über die Marke Imperial angeboten wurde. Sie waren allerdings weit weniger erfolgreich als die Cadillacs. Lincoln ließ serienmäßige Limousinen bei selbständigen Karosseriebauunternehmen verlängern, unter anderem bei Lehman-Peterson.
| Modelljahr | Limousine ohne Trennscheibe | Limousine mit Trennscheibe | Commercial Chassis (Fahrgestell) | Preis ab US-$ |
| ---------- | --------------------------- | -------------------------- | -------------------------------- | ------------- |
| 1946       | 613                         | 613                        | 1292                             | 4153          |
| 1947       | 2410                        | 2410                       | 2623                             | 4195          |
| 1948       | 1260                        | 1260                       | 2                                | 4195          |
| 1949       | 1501                        | 1501                       | 1862                             | 4650          |
| 1950       | 1460                        | 1460                       | 2052                             | 4770          |
| 1951       | 2205                        | 2205                       | 2960                             | 5200          |
| 1952       | 1400                        | 800                        | 1694                             | 5361          |
| 1953       | 1435                        | 765                        | 2005                             | 5604          |
| 1954       | 889                         | 611                        | 1635                             | 5875          |
| 1955       | 1075                        | 841                        | 1975                             | 6187          |
| 1956       | 1095                        | 955                        | 2025                             | 6558          |
| 1957       | 1010                        | 890                        | 2169                             | 7348          |
| 1958       | 802                         | 730                        | 1915                             | 8460          |
| 1959       | 710                         | 690                        | 2102                             | 9533          |
| 1960       | 718                         | 832                        | 2160                             | 9533          |
| 1961       | 699                         | 926                        | 2204                             | 9533          |
| 1962       | 696                         | 904                        | 2280                             | 9722          |
| 1963       | 680                         | 795                        | 2527                             | 9724          |
| 1964       | 617                         | 808                        | 2527                             | 9746          |
| 1965       | 455                         | 795                        | 2669                             | 9746          |
| 1966       | 980                         | 1037                       | 2463                             | 10.312        |
| 1967       | 835                         | 965                        | 2333                             | 10.360        |
| 1968       | 805                         | 995                        | 2413                             | 10.629        |
| 1969       | 880                         | 1156                       | 2550                             | 10.841        |
| 1970       | 876                         | 1240                       | 2506                             | 11.039        |
| 1971       | 752                         | 848                        | 2014                             | 11.869        |
| 1972       | 995                         | 960                        | 2462                             | 11.948        |
| 1973       | 1017                        | 1043                       | 2212                             | 11.948        |
| 1974       | 895                         | 1005                       | 2265                             | 13.120        |
| 1975       | 876                         | 795                        | 1328                             | 14.218        |
| 1976       | 981                         | 834                        | 1509                             | 14.889        |

## Spätere Cadillac-Limousinen

### Fleetwood Limousine
Mit der Verkleinerung der neuen Cadillac-Modelle des Jahrgangs 1977 schrumpfte auch die Limousine auf einen Radstand von 367 und eine Länge von 620 cm (von zuletzt 385 bzw. 641 cm). Das Leergewicht sank von 2602 auf 2146 kg. Zugleich entfiel die Bezeichnung Series 75; die gestreckten Cadillacs hörten nun auf den Namen Fleetwood Limousine. Den Antrieb übernahm nun ein Siebenliter-V8, der mit Doppel-Registervergaser auf 183 und mit Benzineinspritzung auf 198 PS kam. Ab Modelljahr 1980 wurde der V8 auf sechs Liter Hubraum (152, später 142 PS) verkleinert und in den Modelljahren 1982/83 mit Zylinderabschaltung versehen (sogenannter V8-6-4-Motor).
| Modelljahr | Limousine ohne Trennscheibe | Limousine mit Trennscheibe | Commercial Chassis (Fahrgestell) | Preis ab US-$ |
| ---------- | --------------------------- | -------------------------- | -------------------------------- | ------------- |
| 1977       | 1582                        | 1032                       | 1299                             | 18.193        |
| 1978       | 848                         | 682                        | 852                              | 19.642        |
| 1979       | 2025                        | 2025                       | 864                              | 20.987        |
| 1980       | 1612                        | 1612                       | 750                              | 22.586        |
| 1981       | 1200                        | 1200                       | unbekannt                        | 24.464        |
| 1982       | 1450                        | 1450                       | unbekannt                        | 27.961        |
| 1983       | 1000                        | 1000                       | unbekannt                        | 29.323        |
| 1984       | 1839                        | 1839                       | -                                | 30.454        |
| 1985       | 405                         | 405                        | -                                | 32.640        |
| 1986       | 1000                        | 1000                       | -                                | 33.895        |
| 1987       | unbekannt                   | unbekannt                  | unbekannt                        | 36.510        |

### Fleetwood 75

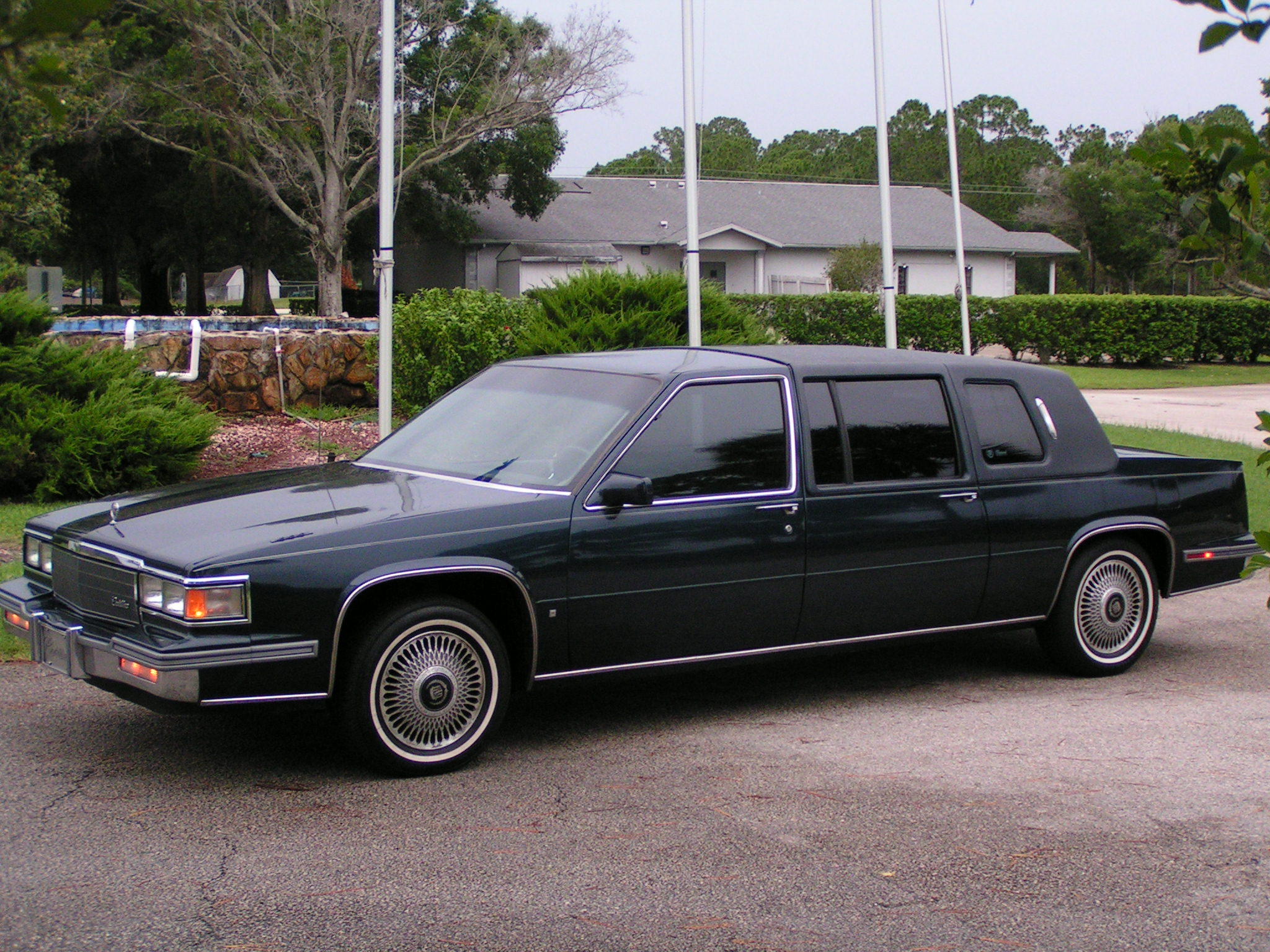
Cadillac Fleetwood 75 (1985–1986)

Ab Modelljahr 1985 basierten die Fleetwood Limousine-Modelle auf dem neuen Cadillac Fleetwood mit Frontantrieb und wurden erneut verkleinert. Der Radstand betrug nun 341 cm, die Länge 555 cm und das Leergewicht 1605 kg. Dem Antrieb diente ein quer eingebauter 4,1-Liter-V8 eigener Konstruktion mit elektronischer Einspritzung und einer Leistung von 127 PS. Nach Ende des Modelljahrs 1987 wurden die Limousine-Modelle ersatzlos aus dem Cadillac-Angebot gestrichen.